# Pentagonaal piramidale moleculaire geometrie
In de scheikunde verwijst een pentagonaal piramidale moleculaire geometrie ernaar, dat een molecuul een geometrie heeft waarbij een centraal atoom door zes atomen wordt omringd, die op de hoekpunten van een vijfhoekige piramide liggen. Er zijn maar enkele verbindingen met deze moleculaire geometrie bekend, waaronder de ionen XeOF5−, IOF52− en hexamethylbenzeen.
coördinatiegetal 2: 
lineair · gebogen · 
coördinatiegetal 3: 
trigonaal planair · trigonaal piramidaal · T-vormig 

coördinatiegetal 4: 
tetraëdrisch · vierkant planair · seesaw ·
coördinatiegetal 5: 
trigonaal bipiramidaal · vierkant piramidaal · pentagonaal planair 

coördinatiegetal 6: 
octaëdrisch · pentagonaal piramidaal · 
coördinatiegetal 7: 
pentagonaal bipiramidaal